# 小山内直人
小山内 直人（おさない なおと、1983年4月28日 - ）は、日本の男性キックボクサー。神奈川県平塚市出身。谷山ジム所属。

## 来歴
同ジム駿太の影響で谷山ジムに入門し、第81回新空手交流大会軽量級準優勝・敢闘賞、第5回藤原敏男杯軽量級F2優勝などを得て。2005年6月19日に対小林優起でプロデビューを果たした。